# Robert Byrd
Pour les articles homonymes, voir Byrd.
Robert Carlyle Byrd, né le 20 novembre 1917 à North Wilkesboro (Caroline du Nord) et mort le 28 juin 2010 à Falls Church (Virginie),, est un homme politique américain, membre du Parti démocrate et sénateur de Virginie-Occidentale au Congrès des États-Unis de janvier 1959 à sa mort.
Il détient un double record dans l'histoire du Congrès des États-Unis : il est le congressiste ayant siégé le plus longtemps dans toute l'histoire parlementaire fédérale : élu sans interruption au Congrès de janvier 1953 à juin 2010 (pendant 6 ans à la Chambre des représentants puis plus de 51 ans au Sénat), il détient aussi le record de durée (plus de 50 ans) comme sénateur. Ce record était précédemment détenu par Strom Thurmond, élu sans interruption entre novembre 1956 et janvier 2003.
Avec la démission de Strom Thurmond (âgé de 100 ans lors de sa démission) le 3 janvier 2003, il était devenu le doyen d'âge du Congrès, alors qu'il était âgé de 85 ans.

## Biographie

### Jeunesse
Né le 20 novembre 1917 à North Wilkesboro, en Caroline du Nord, Robert Byrd fut élevé en Virginie-Occidentale par sa tante et son oncle après la mort de sa mère, emportée par une grippe, alors qu'il n'avait qu'un an. Il passe son enfance dans une situation de grande pauvreté. En 1937, à l'âge de 20 ans, il se marie à Erma Ora, qui décédera en 2006 à l'âge de 88 ans, et dont il aura deux filles.
Bien que bon élève, il doit renoncer au collège pour travailler et exerce divers petits métiers, de boucher à gérant de station service avant de se faire élire à la Chambre des représentants de Virginie-Occidentale en 1946. En 1950, il est élu au Sénat de l'État de Virginie-Occidentale.
En 1952, Byrd est élu à la Chambre des représentants des États-Unis avec 55,6 % des voix. Il est réélu en 1954 et 1956. Il accède au Sénat des États-Unis en janvier 1959, après avoir battu le républicain sortant W. Chapman Revercomb (en) en novembre 1958 (59,2 % des suffrages contre 40,8 %).
Robert Byrd obtient son diplôme de droit de l'American University en 1963, près de quatre ans après son entrée au Sénat. En 1965, il fait voter la création d'une bourse pour les adultes désireux de reprendre des études supérieures.

### Sénateur des États-Unis
Grand orateur, citant Cicéron de mémoire, Robert Byrd détient le record de durée comme sénateur, servant sans interruption entre de 1959 à 2010. Il est en effet réélu en 1964, 1970, 1976, 1982, 1988, 1994, 2000 et 2006, avec toujours plus de 64 % des voix. Après avoir été whip du groupe démocrate au Sénat de 1971 à 1977, il devient le chef des démocrates au Sénat jusqu'en 1988.

#### Positions au sénat
Le nom de Byrd est accolé à de nombreuses propositions de lois progressistes en matière sociale. Le sénateur a participé activement au développement des relations, économiques et politiques, entre son pays et la Turquie.
Durant les années 1990, il est très critique envers l'administration de Bill Clinton et n'hésite pas en 1998 à demander le renvoi du président devant le Sénat pour entamer la procédure d’impeachment. C'est cependant sa propre motion qui mettra fin à cette même procédure.
Il se montre très réticent à soutenir l'adoption de législations visant à protéger l’environnement, et vote même contre la ratification du protocole de Kyoto.

#### Opposition à George W. Bush

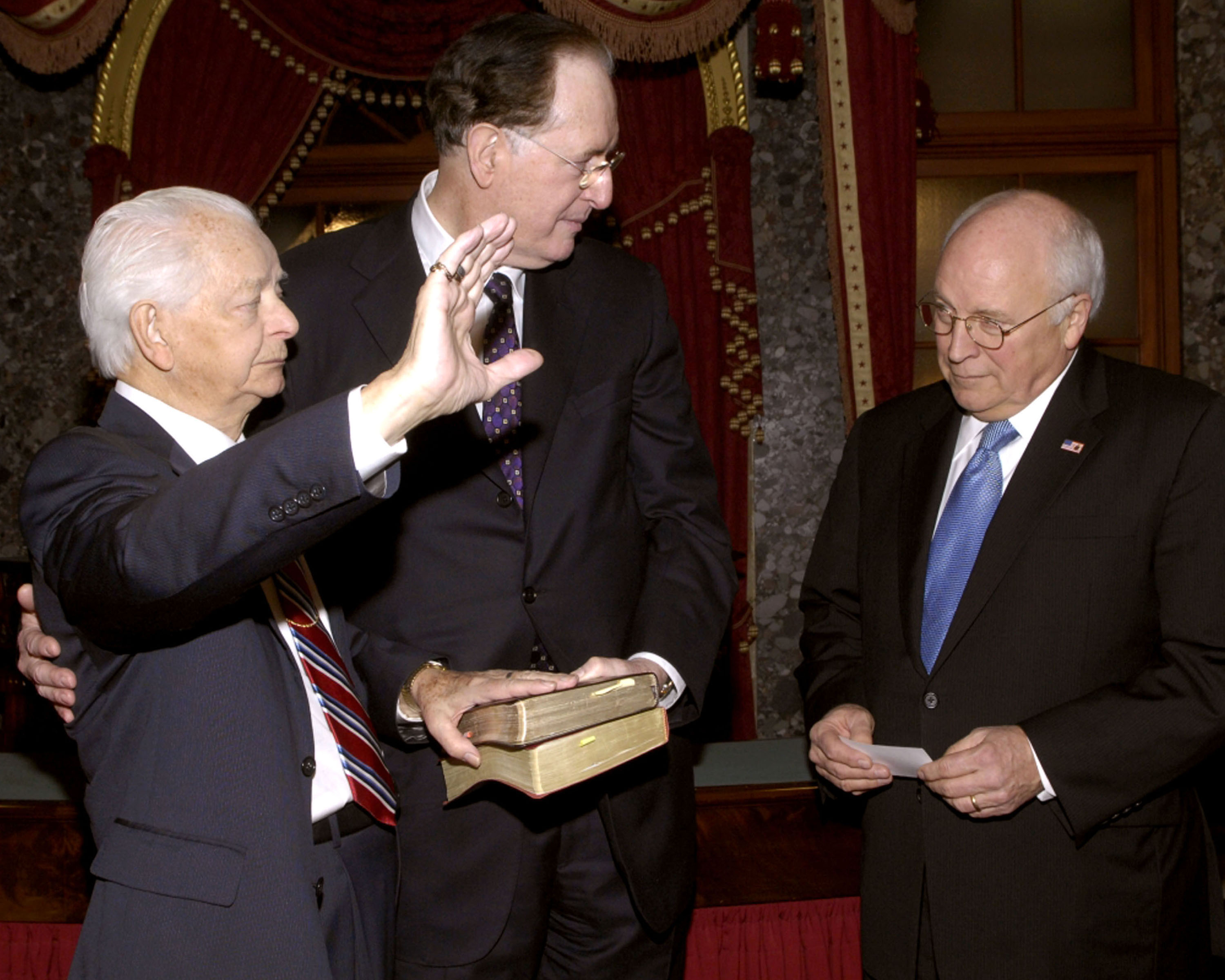
Byrd prêtant serment pour son neuvième mandat au côte de son collègue Jay Rockefeller devant le vice-président Cheney.

Byrd connaîtra en 2002-2003 une notoriété internationale en s'opposant à la guerre en Irak de George W. Bush.
Déjà opposé à la création du Homeland Security Department, le département de la Sécurité intérieure, par crainte d'une trop grande centralisation du pouvoir entre les mains de l'exécutif, il mène une opposition frontale contre le président Bush et le principe de guerre préventive. Il échoue cependant à rallier une majorité des membres de son parti derrière lui.  Il mène la même opposition contre la guerre en Irak et le choix de l'unilatéralisme.
Le 19 mars 2003, au premier jour de l'invasion de l'Irak, Byrd fait un discours dans le Sénat contre la guerre :
« Aujourd'hui, je pleure pour mon pays. C'est avec un cœur très lourd que j'ai regardé se dérouler les événements des derniers mois. L'image de l'Amérique n'est plus celle d'un gardien de la paix, fort mais bienveillant. L'image de l'Amérique a changé. Partout dans le monde, nos amis se méfient de nous, nos paroles sont contestées, nos intentions sont mises en doute. Au lieu de raisonner avec ceux avec qui nous ne sommes pas d'accord, nous exigeons leur obéissance ou les menaçons. » 
Par la suite, il dénonça inlassablement la politique internationale suivie par George W. Bush, n'hésitant pas à faire des références au procès de Nuremberg. En novembre 2006, il est réélu sénateur avec 64,4 % des voix contre 33,7 % au républicain John Raese. Le 2 juin 2008, il est hospitalisé d'urgence.

### Maladie et décès

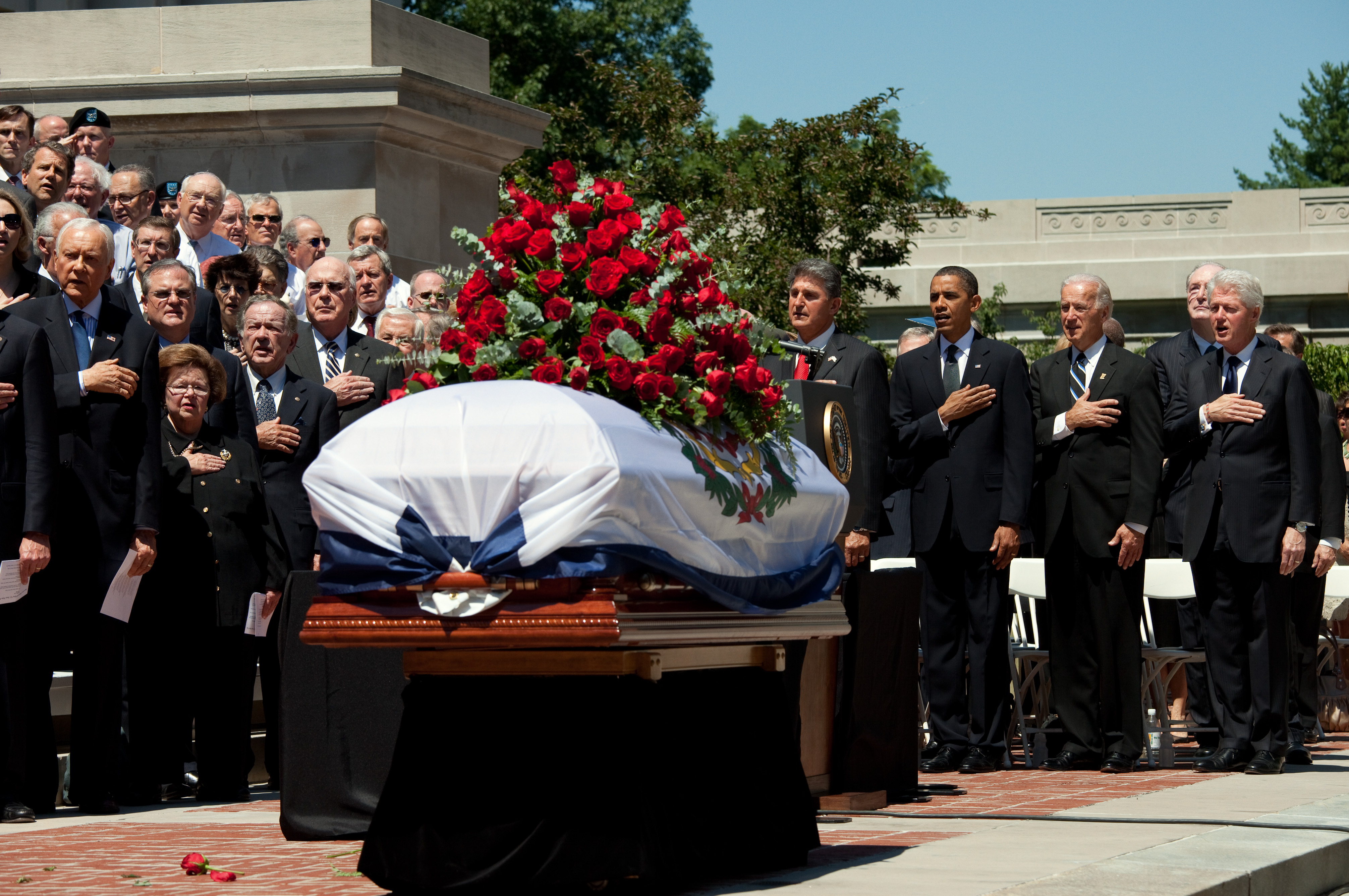
Obsèques du sénateur Byrd, le 2 juillet 2010.

La santé de Byrd déclina à partir de 2008 causant plusieurs admissions à l'hôpital. Le 20 janvier 2009, lors du diner d'investiture de Barack Obama, le sénateur Byrd, se sentant mal, dut être raccompagné à son bureau. Il fut hospitalisé le 18 mai 2009 en raison d'une infection mineure prolongée par une infection aux staphylocoques. Il put néanmoins quitter l'hôpital le 30 juin 2009.
Le 27 juin 2010, il fut hospitalisé pour une dernière fois au Inova Fairfax Hospital, où il décéda le 28 juin 2010 vers 3 heures du matin à l'âge de 92 ans. Les funérailles eurent lieu le 2 juillet 2010 en présence du président Barack Obama, du vice-président Joe Biden, du gouverneur de Virginie-Occidentale Joe Manchin et de l'ancien président Bill Clinton ainsi que de nombreux sénateurs et représentants.

## La part d'ombre
Dans les années 1940, Byrd était un chef local du Ku Klux Klan, opposé à toute idée d'intégration raciale au sein de l'armée. Les soupçons de racisme le suivront durant toute sa carrière politique.
En 1952, il reconnaît ses errements de jeunesse mais annonce avoir quitté l'organisation et payé ses dettes à ce sujet. Il s'oppose cependant, en 1964, à la loi sur les droits civiques dans un discours de 14 heures en continu.
Il s'oppose ensuite à la nomination en 1967 de Thurgood Marshall, premier Noir à être pressenti comme juge à la Cour suprême des États-Unis et prend la tête des sénateurs contre cette nomination.
Il devient par la suite un ardent défenseur des droits civiques. En 1983, quand le Congrès instaure un jour férié en l'honneur de Martin Luther King, il explique avoir « l'obligation » de voter.
En 1991, il s'oppose de nouveau à la nomination de Clarence Thomas, le second Noir pressenti pour être juge de la plus haute instance juridique du pays, à la place de Thurgood Marshall. En 2004, il s'oppose à plusieurs nominations de Noirs, notamment celles de Janice Rogers Brown à la Cour d'appel fédérale et de Condoleezza Rice à la tête du département d'État. Plusieurs autres Démocrates se sont cependant aussi opposés à ces nominations à cause des avis conservateurs de ces derniers juges ; il n'a donc pas pu être prouvé que ce soit le racisme qui ait motivé Byrd dans ces cas. Pour se défendre de ces accusations, Byrd rappelle qu'il a approuvé dans le passé la nomination d'autres personnalités noires comme Rod Paige comme secrétaire à l'Éducation ou Colin Powell comme secrétaire d'État.
En 2005, dans ses Mémoires, Robert Byrd affronte son passé de militant du KKK et s'excuse pour cette « extraordinaire idiotie » de jeunesse qui, dit-il, « n'a cessé de [le] hanter ».
En 2008, Robert Byrd a donné son appui au sénateur Barack Obama plutôt qu'à Hillary Clinton.

### Déclarations controversées
- « Je souhaite de ne jamais me battre aux côtés d'un nègre. Plutôt mourir mille fois, et voir le drapeau américain piétiné dans la boue au point qu'il ne puisse plus être encore hissé, que voir ce pays bien-aimé se dégrader par une race de bâtards, une survivance du spécimen le plus noir des terres sauvages »[N 2], Lettre de Robert Byrd au sénateur Theodore Bilbo du Mississippi (1945)

- « On a besoin du Klan aujourd'hui plus que jamais, et je désire voir sa renaissance ici en Virginie-Occidentale[N 3] »

- « Il y a des niggers blancs. J'ai vu beaucoup de niggers blancs dans ma vie ; je vais utiliser ce mot[N 4] »

Interview à Fox News Channel, le 4 mars 2001. (Il est impossible de traduire parfaitement le mot anglais nigger mais il équivaut à « nègre » ; aux États-Unis, ce terme, autrefois courant, est aujourd'hui considéré comme péjoratif et particulièrement injurieux pour désigner un Noir. Byrd s'est excusé plus tard, et dit qu'il n'a voulu offenser personne.)

## Distinctions
- Ordre de la Croix de Terra Mariana de première classe